# خانه فرشته
خانه فرشته (انگلیسی: Angel Home)، در ژاپن به نام بوسه (به ژاپنی: くちづけ Kuchizuke) فیلمی در ژانر درام به کارگردانی یوکیهیکو تسوتسومی است که در سال ۲۰۱۳ منتشر شد. از بازیگران آن می‌توان به نائوتو تاکناکا، توموکو تاباتا، و شیهوری کانجییا اشاره کرد.